# レヨガーヌ郡

レヨガーヌ郡
Leyogàn

レヨガーヌ郡（レヨガーヌぐん、ハイチ語: Leyogàn）またはレオガン郡（フランス語: Léogâne）はハイチ南東部、西県西部の郡。東にポトプランス郡、南東に南東県ジャクメル郡、南にベネ郡、南西にニップ県ミラグワーヌ郡と接し、北の沖合にはラゴナーヴ島（ラゴナーヴ郡）が浮かぶ。
東からレヨガーヌ（レオガン）、グラングワーヴ（グランゴアーヴ）、チグワーヴ（プチゴアーヴ）の3つのコミーンが置かれている。郵便番号は62から始まる。

## 脚註
1. 1 2  “Haiti: administrative units, extended”.   GeoHive.com. 2016年10月5日時点のオリジナルよりアーカイブ。2021年8月10日閲覧。
2. ↑  “POPULATION TOTALE, POPULATION DE 18 ANS ET PLUS MÉNAGES ET DENSITÉS ESTIMÉS EN 2015” (pdf).   Institut Haïtien de Statistique et d’Informatique (IHSI). pp. 16 - 17 (2015年3月). 2021年8月10日閲覧。